# Maria Leitner
Maria Leitner, pseudonimo di Maria Grazia Lechleitner (Udine, 29 ottobre 1959), è una giornalista, conduttrice televisiva e telecronista sportiva italiana.

## Biografia
In un'occasione ha spiegato come si sia avvicinata al mondo dei motori, ovvero iniziando a guidare una Fiat 500 nel giardino di casa di Pordenone all'età di 13 anni, dato che suo padre non voleva comprarle il motorino.
Ha iniziato la carriera televisiva  nel 1983, partecipando come valletta al programma televisivo di Rai 1 Test - Gioco per conoscersi, condotto da Emilio Fede. 
È iscritta all'albo dei giornalisti professionisti dal 16 settembre 1993.
Nel 1990 ha presentato una rubrica sull'automobilismo a Telemontecarlo (è stata la prima giornalista donna in Italia ad essere la conduttrice di programmi sulla Formula Uno), dove si è occupata della diretta dai box. Successivamente ha commentato per MTV le dirette del Deutsche Tourenwagen Meisterschaft tedesco insieme al pilota Emanuele Pirro.
In seguito, nel 1997, è passata alla televisione di stato, prima a Rai Sport e successivamente al Tg2 dove è stata la conduttrice dalla rubrica settimanale del telegiornale di Rai 2 TG2 Motori.
A luglio del 2011 è stata corrispondente a New York per il Tg2, in sostituzione di Gerardo Greco, occupandosi anche di politica ed economia. Dal 2012 conduce anche l'edizione della notte del Tg2, alternandosi con gli altri colleghi.
Ha inoltre partecipato a quattro edizioni della Mille Miglia. Ha partecipato e ha vinto il rally di Monza a fianco di Marco Brand su Lancia 037. Ha collaborato in qualità di opinionista con diverse testate della carta stampata, la Repubblica, L'indipendente, Famiglia Cristiana, Gente Motori e TuttoTrasporti. Tra le pubblicazioni, c'è il libro L'arte di guidare scritto con il collega Roberto Gurian e il due volte campione del mondo di rally Miki Biasion; nel 2012 ha partecipato alla stesura del libro Race and grace con Ezio Zermiani e il professore Aldo Ferrara.
E' sposata dal 2006 con Giulio Zumstein. Non ha figli.

## Opere
- L'arte di guidare, con Roberto Gurian e Miky Biasion, Sperling & Kupfer, 1993. ISBN 8820013045
- Race & Grace. Quando il volante è rosa, con Ezio Zermiani e Aldo Ferrara, YouCanPrint, 2012. ISBN 9788866185956